# Linda Schmid

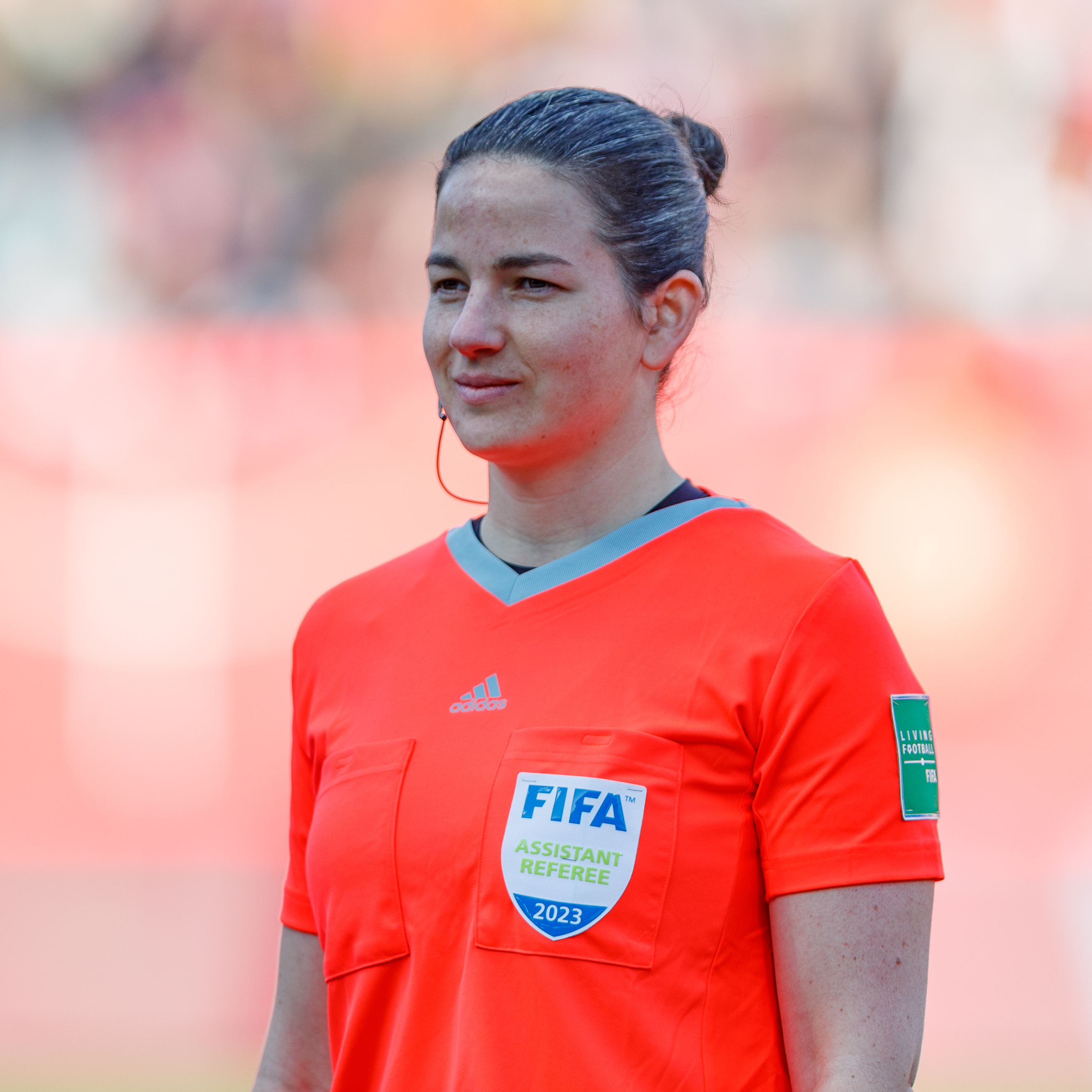
Linda Schmid (2023)

Linda Schmid (* 2. April 1991) ist eine Schweizer Fussballschiedsrichterassistentin.

## Werdegang
Schmid leitet Spiele im Schweizer Vereinsfussball der Damen und der Herren.
Seit 2018 steht sie als Schiedsrichterassistentin auf der Liste der FIFA-Schiedsrichter und ist an der Spielleitung internationaler Fußballspiele beteiligt, unter anderem in der Women’s Champions League und der Women’s Nations League.
Schmid war unter anderem Schiedsrichterassistentin bei der U-19-Europameisterschaft 2023 in Belgien, in der EM-Qualifikation für die Europameisterschaften 2022 und 2025, in der europäischen WM-Qualifikation für die Weltmeisterschaften 2015, 2019 und 2023 sowie bei diversen Qualifikations- und Freundschaftsspielen.
Im April 2025 wurde Schmid gemeinsam mit Susanne Küng als Assistentin von Désirée Grundbacher für die Europameisterschaft 2025 in der Schweiz nominiert.